# Ликови у житу
Ликови у житу су облици у житним пољима. Названи су и кругови у житу, али будући да се све више појављују у другим облицима,на пример троугао, петоугао, називају се и ликови. Највише се појављују у западној Енглеској. Почели су се појављивати у 17. веку.

## Опис
Углавном настају преко ноћи. Најчешће се појављују на пољима пшенице и кукуруза, али такође и јечма, уљане репице, и на травњацима. 1970-их су се почели појављивати највише. Неки ликови су големих димензија, а на њиховој површини се људи чудно осећају.

## Настанак
У 17. веку су се почели појављивати цртежи врагова који праве ликове у житу. Већина људи мисле да су ликове у житу направили НЛО-и. Људи који су власници поља на којима су настали ликови, кажу да су видели како НЛО лети изнад њихових поља и да се на томе месту следеће јутро појавио чудни лик у житу. Научници тврде да су те ликове направили људи, због тога што оне мањих димензија није тешко направити.